# Altolamprologus calvus
Altolamprologus calvus е вид лъчеперка от семейство Цихлиди (Cichlidae). Видът е почти застрашен от изчезване.

## Разпространение
Разпространен е в Замбия и Танзания.

## Описание
На дължина достигат до 13,5 cm.